# Maro saaristoi
Maro saaristoi är en spindelart som beskrevs av Kirill Yeskov 1980. Maro saaristoi ingår i släktet Maro och familjen täckvävarspindlar. Inga underarter finns listade i Catalogue of Life.